# François Bourguignon
Pour les articles homonymes, voir Bourguignon.
François Bourguignon, né le 22 mai 1945 est un économiste français, directeur d'études à l'École des hautes études en sciences sociales (EHESS).
Il a été le directeur de l'École d'économie de Paris d'octobre 2007 à 2013, après avoir été économiste en chef et premier vice-président de la Banque mondiale à Washington DC entre 2003 et 2007.

## Biographie

### Formation et enseignement
Il est admis à l'École nationale de la statistique et de l'administration économique (ENSAE), où il devient statisticien. Il obtient ensuite un doctorat en économie à l'université Western Ontario au Canada, puis un doctorat d'État à l'université d'Orléans.

### Carrière
Après ces deux thèses, il commence sa carrière comme professeur à l'université de Toronto au Canada, puis retourne en France où il intègre le CNRS en 1977. Il quitte ensuite cette institution pour rejoindre l'École des hautes études en sciences sociales (EHESS) où il enseigne depuis 1985.
Il a enseigné à l’université du Chili, l'université de Toronto, l'université de Genève et à l'université Bocconi à Milan.
Il a été consultant pour les Nations unies, l'OCDE, la Commission européenne la Banque mondiale et le Fonds monétaire international. Il a été membre du Conseil d'analyse économique du Premier ministre français, créé par Lionel Jospin. Il est le cofondateur du Delta, centre de recherche économique à l'origine de l'école d'économie de Paris.  Il est nommé le 24 octobre 2007 à la tête de la nouvelle école d'économie de Paris, tout en restant proche de la Banque mondiale dont il a été économiste en chef et premier vice-président entre 2003 et 2007. Il est également conseiller du président de la Commission européenne, José Manuel Durão Barroso.
Il a été le président de plusieurs associations internationales d'économie (European Society of Population Economics, ESPE, Society for the Study of Economic Inequality, ECINEQ). Récemment, il a présidé le comité d'évaluation du revenu de solidarité active (RSA) qui avait été mis en place par Martin Hirsch, le haut commissaire aux solidarités actives (chargé de la lutte contre la pauvreté et la précarité dans le gouvernement français). Il siège également dans les conseils d'administration ou les conseils scientifiques de plusieurs organisations.
En mai 2013, il est nommé au Haut Conseil des finances publiques par le président de l'Assemblée nationale en remplacement de Jean Pisani-Ferry.

### Travaux
Ses travaux, théoriques et empiriques, portent principalement sur la distribution, la redistribution des revenus et la pauvreté dans les pays développés, les pays en voie de développement et dans la population mondiale.
Il est l’auteur de plusieurs ouvrages, de plus d'une centaine d'articles dans les revues scientifiques nationales et internationales d'économie, et de divers rapports rédigés pour des organisations internationales. Il a été durant plusieurs années le rédacteur en chef de l'European Economic Review, puis de la World Bank Economic Review.

À la Banque mondiale, il a supervisé en 2006, le rapport sur développement mondial de la Banque centré sur l'équité. À son arrivée à la Banque mondiale, il se montre critique des politiques du consensus de Washington qui avait discrédité l'institution et déclare : 

« ce qui est absolument essentiel, c’est de prendre en compte la spécificité des pays. Il n’existe pas de règle générale et absolue qui s’appliquerait à tous et pour tout ; il n’existe pas ce que l’on appelle une best practice qui fonctionnerait dans n’importe quel pays au monde ; chaque pays est un cas particulier et vous devez absolument en tenir compte. »

Ses recherches actuelles portent sur les questions d'inégalité mondiale. Plusieurs ouvrages et articles sont en préparation qui ont donné lieu à de multiples communications et conférences invitées un peu partout dans le monde.

### Engagement
Lors du second tour de l'élection présidentielle de 2017, il apporte son soutien à Emmanuel Macron.

### Distinctions
François Bourguignon est docteur honoris causa des universités de Liège, Genève, Western Ontario et l'université du Québec à Montréal. Il a reçu les médailles de bronze et d'argent du CNRS. 

### Décorations
- Chevalier de la Légion d'honneur
- Chevalier de l'ordre national du Mérite
- Médaille d'honneur de la santé et des affaires sociales, argent (2012)[7]

## Publications
- L'Économie française au XIXe siècle : analyse macro-économique  (avec Maurice Lévy-Leboyer), Paris, Economica, coll. « Économie », 1985, III-362 p. (ISBN 2-7178-1024-2, présentation en ligne), [présentation en ligne].
- Handbook of Income Distribution, Vol 1, avec Anthony B. Atkinson, North-Holland, 2000
- The Impact of Economic Policies on Poverty and Income Distribution: Evaluation Techniques and Tools avec Luiz Pereira da, Silva. World Bank and Oxford University Press, 2003
- The Microeconomics of Income Distribution Dynamics in East Asia and Latin America avec Francisco Ferreira et Nora Lustig. World Bank and Oxford University Press, 2004
- The Impact of Macroeconomic Policies on Poverty and Income Distribution: Macro-micro evaluation techniques and tools avec Maurizio Bussolo et Luiz Pereira da Silva. World Bank and Oxford University Press, 2007
- Itinéraires de l'économie mondiale, entretiens avec François Boutin-Dufresne, Nota Bene, 2010
- La Mondialisation de l'inégalité, Le Seuil, 2012
- Handbook of Income Distribution, Vol. 2, avec Anthony . Atkinson, Elsevier, Amsterdam, 2014
- « The Effect of Economic Growth on Social Structures », éditeurs Philippe Aghion et Steven Durlauf (eds), Handbook of Economic Growth, North-Holland, 2005
- « Equity, Efficiency and Inequality Traps. A Research Agenda » (avec Francisco H.G. Ferrera et Michael Walton), Journal of Economic Inequality, août 2007, vol. 5, no 2 p. 235-256
- « Aid Effectiveness—Opening the Black Box » (avec Mark Sundberg), The American Economic Review, mai 2007, vol. 97, no 2, p. 316-320
- « Efficient Intra-Household Allocations and Distribution Factors: Implication and Identification », avec M. Browing et P.-A. Chiappori, Review of Economic Studies, volume 76, Issue 2, pages 503-528, mars 2009
- « International Redistribution of Income », avec V. Levin et D. Rosenblatt, World Development, volume 37, no 1, janvier 2009
- « Non-anonymous growth incidence curve, income mobility and social welfare dominance », Journal of Economic Inequality, volume 9, no 4, 2011
- « Status Quo in the Welfare Analysis of Tax Reforms », The Review of Income and Wealth, volume 57, no 4, 2011
- « Tax-benefit Revealed Social Preferences », Journal of Economic Inequality, volume 10, no 1, 2012
- « The Simple Analytics of  Elite Behaviour under Limited State Capacity », avec T. Verdier, in A. H. Amsden, A. DiCaprio, and J. Robinson (eds), The Role of Elites in Economic Development, Oxford University Press, 2012
- « Income Distribution in Computable General Equilibrium Modeling », avec Bussolo, M., in: Dixon, P.B., Jorgenson, D.W. (Eds.), Handbook of Computable General Equilibrium Modeling, North Holland, Elsevier pages 1383–1437, 2013